# アナポリス (哨戒フリゲート)
|          | |
| 艦歴     | |
| 発注     | |
| 起工     | 1943年5月20日                                                                                                   |
| 進水     | 1943年10月16日                                                                                                  |
| 就役     | 1944年12月4日                                                                                                   |
| 退役     | 1946年5月29日                                                                                                   |
| その後   | メキシコに売却、1964年に廃棄                                                                                    |
| 除籍     | 1946年6月19日                                                                                                   |
| 性能諸元 | |
| 排水量   | 基準 1,430トン 満載 2,415トン                                                                                   |
| 全長     | 303 ft 11 in (92.6 m)                                                                                           |
| 全幅     | 37 ft 6 in (11.4 m)                                                                                             |
| 吃水     | 13 ft 8 in (4.1 m)                                                                                              |
| 機関     | ボイラー3基 5,500軸馬力 タービン2基 2軸推進                                                                     |
| 最大速力 | 20ノット (37 km/h)                                                                                              |
| 航続距離 | |
| 乗員     | 190名 |
| 兵装     | 3インチ50口径対空砲3門 40mm機関砲 4門 20mm機関砲 9門 ヘッジホッグ 1基 対潜爆雷投射機（Y砲）8基 爆雷投下軌条 2条 |

アナポリス (USS Annapolis, PF-15) は、アメリカ海軍の哨戒フリゲート。タコマ級フリゲートの1隻。艦名はメリーランド州アナポリスに因む。その名を持つ艦としては2隻目。

## 艦歴
アナポリスは1943年5月20日にオハイオ州ロレインのアメリカン・シップビルディング社で起工した。1943年10月16日にベルヴァ・グレース・マクレディによって命名、進水、1944年12月4日にテキサス州ガルベストンで艦長M・F・ガーフィールド沿岸警備隊中佐の指揮下就役した。
12月13日にアナポリスはガルベストンを出航し、バミューダ諸島近辺の海域で12月19日から1945年1月17日まで整調訓練を行った。1月21日にバージニア州ノーフォークに到着、整調後の信頼性試験が行われた。アナポリスの修理は2月17日に完了し、同日ノーフォークを出航、輸送船団の護衛任務のため地中海に向かった。
アナポリスは3月5日にアルジェリアのオランで船団護衛を行い、同地にそのまま留まり13日に帰国する船団の護衛のため出航した。3月30日にニューヨークに帰還、その後はニューヨークとノーフォーク間で護衛任務に従事し、ニューヨークから再び北アフリカに向かう船団の護衛を行った。5月10日にオランに到着し、一週間後に出航した。6月2日にフィラデルフィアに入港、二週間同地に留まった。
6月16日にアナポリスはパナマ運河地帯に向けて出航した。6月29日に到着、その後は8月前半までココ・ソロの潜水艦基地を拠点として活動した。8月6日にサンペドロに到着し、終戦まで太平洋艦隊と共に西海岸沿いで活動した。戦後も任務は継続し、1946年5月29日にアナポリスはブレマートンで退役した。
アナポリスは1946年6月19日に除籍され、1947年11月24日に国務省外国債務精算委員会を通してメキシコ政府に売却された。メキシコ海軍ではジェネラル・ビセンテ・ゲレロ (General Vicente Guerrero) と改名された。その後リオウスマシンタ (Rio Usumacinta) と改名され、1964年にスクラップとして廃棄された。

## 参照
- この記事はアメリカ合衆国政府の著作物であるDictionary of American Naval Fighting Shipsに由来する文章を含んでいます。